# Schismatoclada pubescens
Schismatoclada pubescens är en måreväxtart som beskrevs av Anne-Marie Homolle. Schismatoclada pubescens ingår i släktet Schismatoclada och familjen måreväxter. Inga underarter finns listade i Catalogue of Life.